# Paradoxon des Epimenides

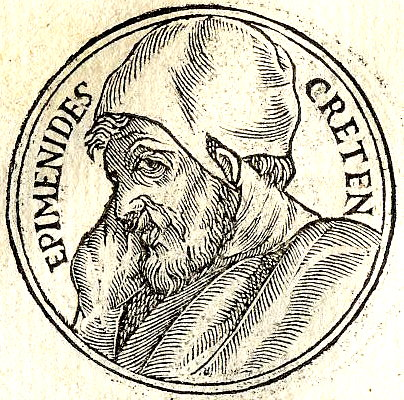
Epimenides

Das Paradoxon des Epimenides ist die erste bekannte Vorform des Lügner-Paradoxons und lautet in der populären Version: „Epimenides der Kreter sagte: Alle Kreter sind Lügner.“

## Historischer Hintergrund
Überliefert ist das Paradoxon durch das Neue Testament. Im Brief des Paulus an Titus schreibt der Apostel über die Kreter und zitiert und kommentiert dabei einen Vers eines ungenannten kretischen Autors, Titus 1,12 :
12Es hat einer von ihnen gesagt, ihr eigener Prophet: „Die Kreter sind immer Lügner, böse Tiere und faule Bäuche.“
12εἶπέν τις ἐξ αὐτῶν ἴδιος αὐτῶν προφήτης· „Κρῆτες ἀεὶ ψεῦσται, κακὰ θηρία, γαστέρες ἀργαί.“
Der Hexameter aus einer nicht erhaltenen Dichtung wird seit Clemens von Alexandria (150–215 n. Chr.) dem Epimenides von Kreta (5., 6. oder 7. Jh. v. Chr.) zugeschrieben.
Das Kreter-Paradoxon wurde 1908 von Bertrand Russell an erster Stelle in die Reihe der mathematisch-logischen Paradoxien eingereiht und ist seither Gegenstand der modernen philosophischen und mathematischen Logik. Er brachte es in die oben zitierte populäre Kurzform.

## Problematik und Lösungen
Beim Epimenides-Ausspruch handelt es sich nicht um eine Paradoxie im Sinn einer Antinomie, denn es lässt sich kein logischer Widerspruch ableiten. Es gibt vielmehr verschiedene konsistente Lösungen, je nachdem, wie man den Begriff „Lügner“ präzisiert:
1. Schwache Lesart: Ein Lügner ist jemand, der manchmal lügt. Hier ergibt sich keine Antinomie, gleichgültig ob die Aussage des Epimenides wahr oder falsch ist. Entweder ist die Aussage des Epimenides wahr (so Paulus in Tit 1,13), weil alle Kreter manchmal lügen, auch Epimenides, der in diesem Fall aber nicht gelogen hat, oder sie ist falsch, weil es andere Kreter gibt, die nie lügen.
2. Starke Lesart nach Russell:[1] Lügner sagen nie etwas Wahres, sondern lügen immer. Auch hier ist keine Antinomie ableitbar. Denn angenommen, die Aussage des Epimenides ist wahr, so folgt, dass alle Kreter immer lügen, also auch Epimenides. Das widerspricht der Annahme, die damit als widerlegt gelten kann: Also ist die Aussage des Epimenides falsch und es gibt Kreter, die nicht immer lügen. Ob Epimenides zu diesen gehört oder zu den notorischen Lügnern, ist offen. Sicher ist nur, dass er in diesem Fall gelogen hat.

Der Epimenides-Ausspruch ergibt aber in der Verschärfung durch Bertrand Russell zu „Ein Mann sagt: Ich lüge gerade“ das echte Lügner-Paradoxon, da sich  die Behauptung nur auf die momentane Äußerung bezieht.

## Variante
Im Alten Testament findet sich im Buch der Psalmen 116,11  eine allgemeinere Form: 

„Ich sprach in meiner Bestürzung: Alle Menschen sind Lügner!“